# Mahlia la métisse
Pour plus de détails, voir Fiche technique et Distribution.
Mahlia la métisse est un film français réalisé par Walter Kapps, sorti en 1943.

## Fiche technique
- Titre : Mahlia la métisse
- Réalisation : Walter Kapps
- Scénario : Léo Mora, d'après le roman de Jean Francoux
- Dialogues : Paul Nivoix
- Photographie : Christian Matras
- Décors : Marcel Magniez
- Son : Lucien Anfroy
- Musique : Faustin Jeanjean et Rinaldo Rinaldi
- Montage : Renée Guérin
- Production : Combel Films
- Pays :  France
- Genre : Drame
- Durée : 93 minutes
- Date de sortie : 
  - France : 15 décembre 1943

## Distribution
- Käthe von Nagy - Mahlia (une métisse élevée par des parents adoptifs français)
- Jean Servais - Henri de Roussière (le fils des parents adoptifs de Mahlia)
- Pierre Magnier - Le docteur Moreuil
- Ky Duyen - Sao
- Catherine Fonteney - Madame de Roussière (la mère adoptive de Mahlia)
- Roger Karl - Tchang (un homme riche et louche qui convoite Mahlia)
- Georges Paulais - Le père de Mahlia
- Jacques Baumer
- Pierre Labry
- Georges Péclet
- Janine Viénot